# Bedford Estate

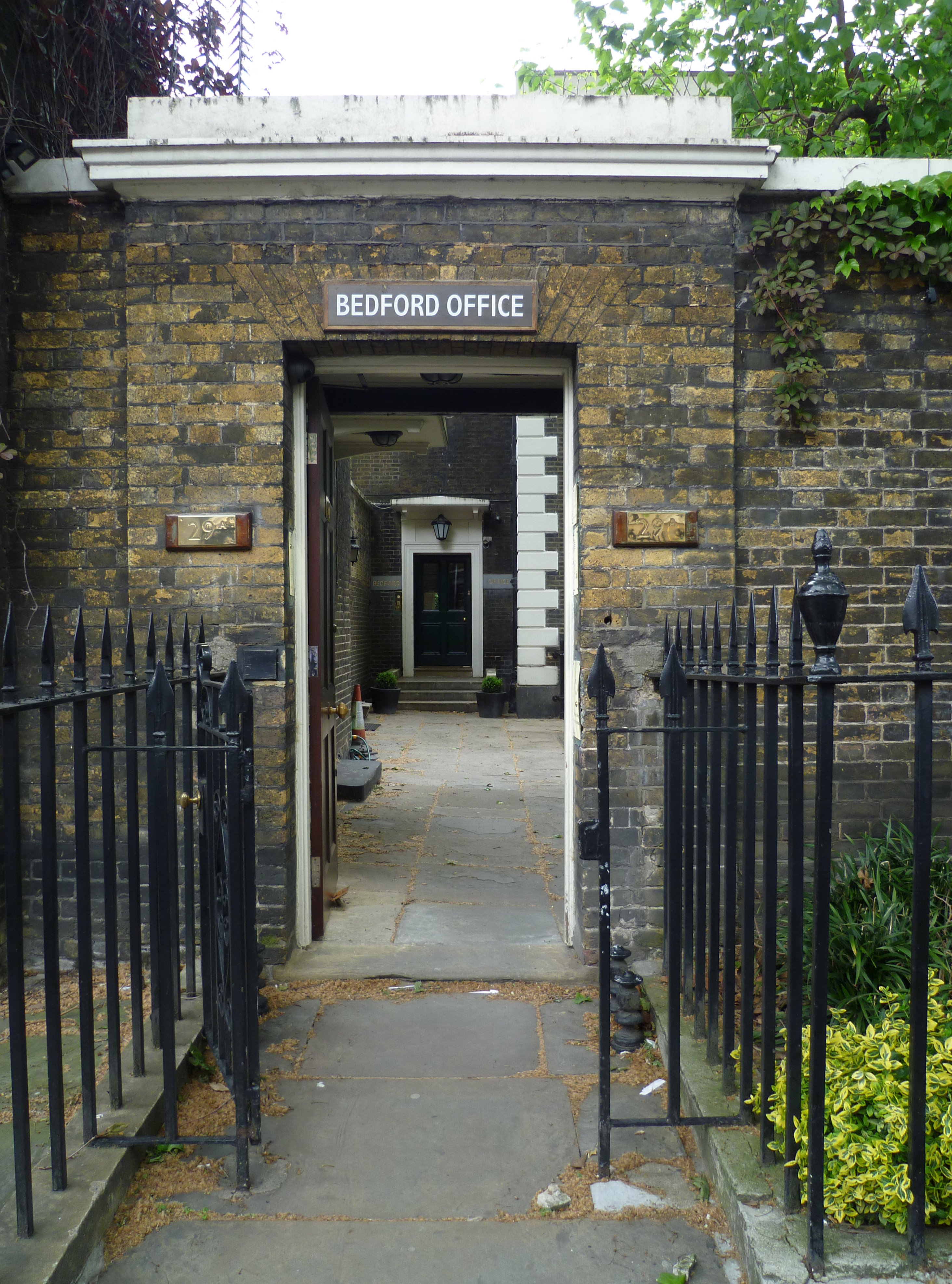
Eingang zum Büro von Bedford Estate in der Montague Street

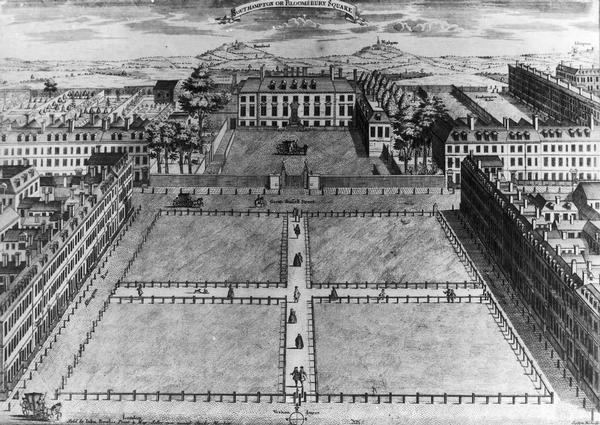
Blick nach Norden über den Bloomsbury Square auf das Bedford Estate mit Bedford Townhouse (Stadthaus) dahinter, ca. 1725, Londoner Stadthaus der Dukes of Bedford

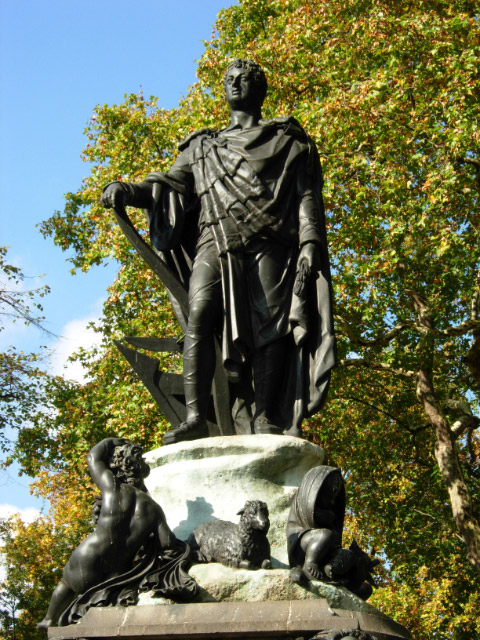
Francis Russell, 5. Duke of Bedford, Statue des Bildhauers Richard Westmacott auf dem Russell Square auf dem Bedford Estate

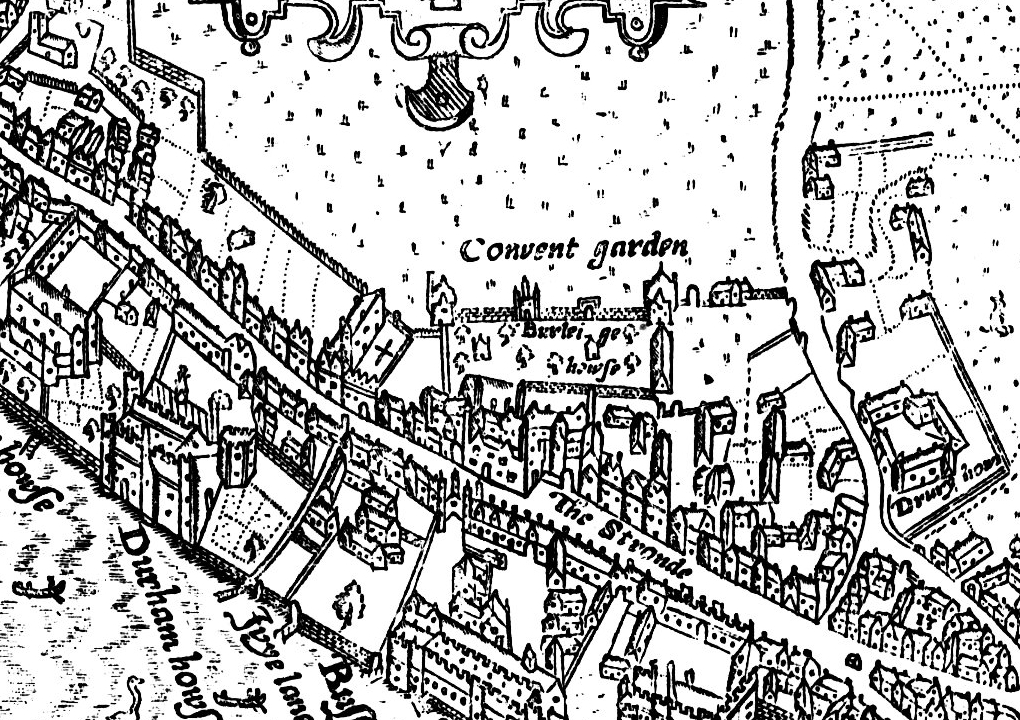
John Nordens Karte von 1593 zeigt das Bedford Covent Garden Estate kurz nach seinem Erwerb durch John Russell, 1. Earl of Bedford (ca. 1485–1554/55), das ihm von König Heinrich VIII. nach der Auflösung der englischen Klöster im Jahr 1540 verliehen wurde.

Das Bedford Estate (deutsch: Bedford-Anwesen) ist ein Grundbesitz im Besitz der Familie Russell, Träger des Adelsprädikats Duke of Bedford, im Zentrum von London, Vereinigtes Königreich. Das Anwesen befand sich ursprünglich im Gebiet von Covent Garden und wurde 1669 um Bloomsbury erweitert. Das Anwesen in Covent Garden wurde 1913 von Herbrand Russell, 11. Duke of Bedford, für 2 Millionen Pfund an den Abgeordneten und Grundstücksspekulanten Harry Mallaby-Deeley verkauft, der seine Option für 250.000 Pfund an die Familie Beecham veräußerte; der Verkauf wurde 1918 abgeschlossen.

## Geschichte
Im Jahr 1669 gelangte das Anwesen Bloomsbury in den Besitz der Familie Russell, als William, Sohn von William Russell, 1. Duke und 5. Earl of Bedford (1616–1700), Lady Rachel Vaughan heiratete, eine der Töchter von Thomas Wriothesley, 4. Earl of Southampton (1607–1667). Sie hatte kurz zuvor die landwirtschaftlichen Felder, die heute als Bloomsbury bekannt sind, von ihrem Vater geerbt.
Francis Russell, 5. Duke of Bedford (1765–1802), wurde 1786 volljährig. Er war ein verschwenderischer Spieler und interessierte sich für die Landwirtschaft auf dem Landgut Woburn. Hingegen war er nicht am Bedford House in Bloomsbury interessiert, sondern lebte lieber im Londoner West End. Im Jahr 1800 wurde der Inhalt von Bedford House versteigert und das Haus abgerissen. An seiner Stelle wurde eine breite Allee angelegt, Bedford Place, die nach Norden zum großen Russell Square (Russell-Platz) führte, während die Montague Street parallel nach Westen verlief. Francis Russell beauftragte James Burton, den bedeutendsten Immobilienentwickler des georgianischen London, das Land in ein Wohngebiet umzuwandeln, in dem der Russell Square der Mittelpunkt sein sollte. Die Landschaftsgestaltung übernahm Humphry Repton, der Francis Russell mit seiner Arbeit auf dem Landgut Woburn beeindruckt hatte.
Die Entwicklung von Bloomsbury wurde von Francis Russells Bruder John Russell, 6. Duke of Bedford (1766–1839), fortgeführt. Die Firma von Thomas Cubitt (1788–1855) war gegen Ende der Entwicklung beteiligt. Schließlich war das gesamte Anwesen nördlich des Russell Square mit Plätzen und Häusern gefüllt. John Russell war auch für den Bau des Covent Garden Market südlich des Hauptanwesens verantwortlich.
Herbrand Russell, 11. Duke of Bedford (1858–1940), erbte den Titel 1893. Zu dieser Zeit gab es eine Bewegung gegen die Besitzer großer Ländereien. Herbrand Russell begann, die von ihm kontrollierten Ländereien zu verkaufen. Der Kaufvertrag für Covent Garden wurde 1914 unterzeichnet und 1918 mit Sir Thomas Beecham (1879–1961) abgeschlossen.

## Die Bedford Estates
Das British Museum und die University of London nehmen inzwischen große Teile der Flächen ein. Die Überreste sind weiterhin Eigentum von The Bedford Estates, hauptsächlich Wohnimmobilien, die zu Büro- und Hotelzwecken umgebaut wurden, sowie private Wohnimmobilien. Das Unternehmen ist der größte private Grundbesitzer in Bloomsbury und wird vom Bedford Office in der Montague Street innerhalb des Anwesens verwaltet.

## Geographie
Das Hauptareal von Bedford erstreckte sich ursprünglich zwischen Tottenham Court Road, Euston Road, Southampton Row und New Oxford Street. Zwei abgetrennte Teile lagen auf der anderen Seite der Tottenham Court Road und der Euston Road. Im Süden gehörte auch das Covent Garden Estate nördlich des Strands zum Bedford Estate.
Zu den Gartenplätzen, die im Hauptgebiet von Bedford Estate entstanden sind, gehören:
- Bedford Square
- Bloomsbury Square
- Gordon Square
- Russell Square
- Tavistock Square
- Torrington Square
- Woburn Square

Im nördlich abgetrennten Teil des Bedford Estate liegt der Harrington Square. Das benachbarte Ampthill Square Estate wurde auf einem ehemaligen Gartenplatz, dem Ampthill Square, errichtet.